# 田子和則
田子 和則（たご かずのり、1952年2月10日 - ）は、群馬県出身の宮大工棟梁。元株式会社ティエムシー代表取締役社長。田子式規矩法（規矩術）大和流六代目。

## 経歴
- 1970年、前橋市日輪寺町の実父・田子式規矩法大和流五代目・田子光一郎に建築工事を見習う
- 1985年、榛名町　室田山長年寺　棟梁
- 1987年、京都　清水寺・三重塔落慶法要に宮大工棟梁として参加
- 1989年、田子式規矩法大和流六代目を襲名
- 1990年、大日建設設立、代表取締役に就任
- 1994年、茶室「燈心庵」建設によりバーミングハム市の名誉市民に任命される
- 1997年、アラバマ日米協会よりサミュエル・ウルマン賞を受ける
- 2002年、前橋地区高等職業訓練校　校長に就任
- 2004年、株式会社ペイントハウス（2008年にティエムシーに社名変更）　代表取締役社長

- 現在、田子式規矩法大和流六代目、 宮大工古式伝統保存会会長、（財）京都伝統建築技術協会会員、 群馬県技能検定委員、前橋地区高等職業訓練校校長、群馬県文化財研究会会員、前橋市国際交流協会理事、前橋青春の会会長

## おもな著書
- 「本物の住まいをつくる - 棟梁の心と木の文化 - 」